# Porcien
Le Porcien parfois nommé Rethélois, est un « pays » et une région naturelle du département des Ardennes, centré autour de la ville de Rethel. Son territoire est issu du Pagus Portuensis.
Le Porcien se situe au nord-ouest de la Champagne, borné au sud par le Rémois, à l'est par la Castrice, le Mouzonnais et le Vongeois, au nord par la Wallonie et à l'ouest par la Picardie.

## Héraldique
| blason du Porcien | Les armoiries du Porcien se blasonnent ainsi : « De gueules à trois têtes de râteaux d'or. » |

Il s'agit des armoiries de la commune de Rethel. Sont parfois tenues comme armoiries du Porcien celle de la maison homonyme :
| blason du Porcien | Les armoiries du Porcien se blasonnent ainsi : « de gueules à deux têtes de rateaux d'or l'un sur l'autre. » |

## Toponymie
Cette contrée (Le Porcien) tire son nom (Portus, Portien puis Porcien) d'un port établi à l'endroit où la voie romaine de Reims à Cologne franchissait l'Aisne.

## Région naturelle des Ardennes de France
Voisin de la Champagne crayeuse, et sur la rive droite de l'Aisne, le Porcien est situé globalement au nord de Rethel, dans la partie occidentale du département des Ardennes. Trois communes portent son nom, Chaumont-Porcien, Château-Porcien et Novion-Porcien, tous trois par ailleurs chefs-lieux de canton dans l'arrondissement de Rethel ; ces dernières délimitent approximativement cette petite région naturelle de France.
Zone profondément rurale, peu peuplée, aux terres vallonnés, elle forme une transition nette entre la Champagne et ses grandes étendues dénudées et le bocage des crêtes préardennaises.
Les localités les plus importantes sont Rethel (7500 habitants), Sault-lès-Rethel (2 000 habitants), Château-Porcien (1400 habitants), Juniville (1200 habitants) et Asfeld (1100 habitants).

## Histoire
La première mention du pagus portuensis remonte au VIIIe siècle. Le pagus fait partie d'un des pagi constituant la Champagne. Il devient ensuite un comté carolingien puissant. Les comtes qui en ont la charge sont fidèles à la dynastie carolingienne en place. La récurrence du prénom de Roger dans cette famille laisse penser qu'ils seraient apparentés aux comtes de Laon. Lors du Traité de Verdun en 843, le pagus portuensis est cédé à Charles le Chauve. De fait, il est dès lors un comté-frontière. Le Porcien et ses comtes endossent, de fait, le rôle de défenseurs du royaume contre les puissants voisins Lotharingien et surtout Germanique. Au XIIIe siècle, le comté appartient à la maison de Châtillon.

## Tourisme

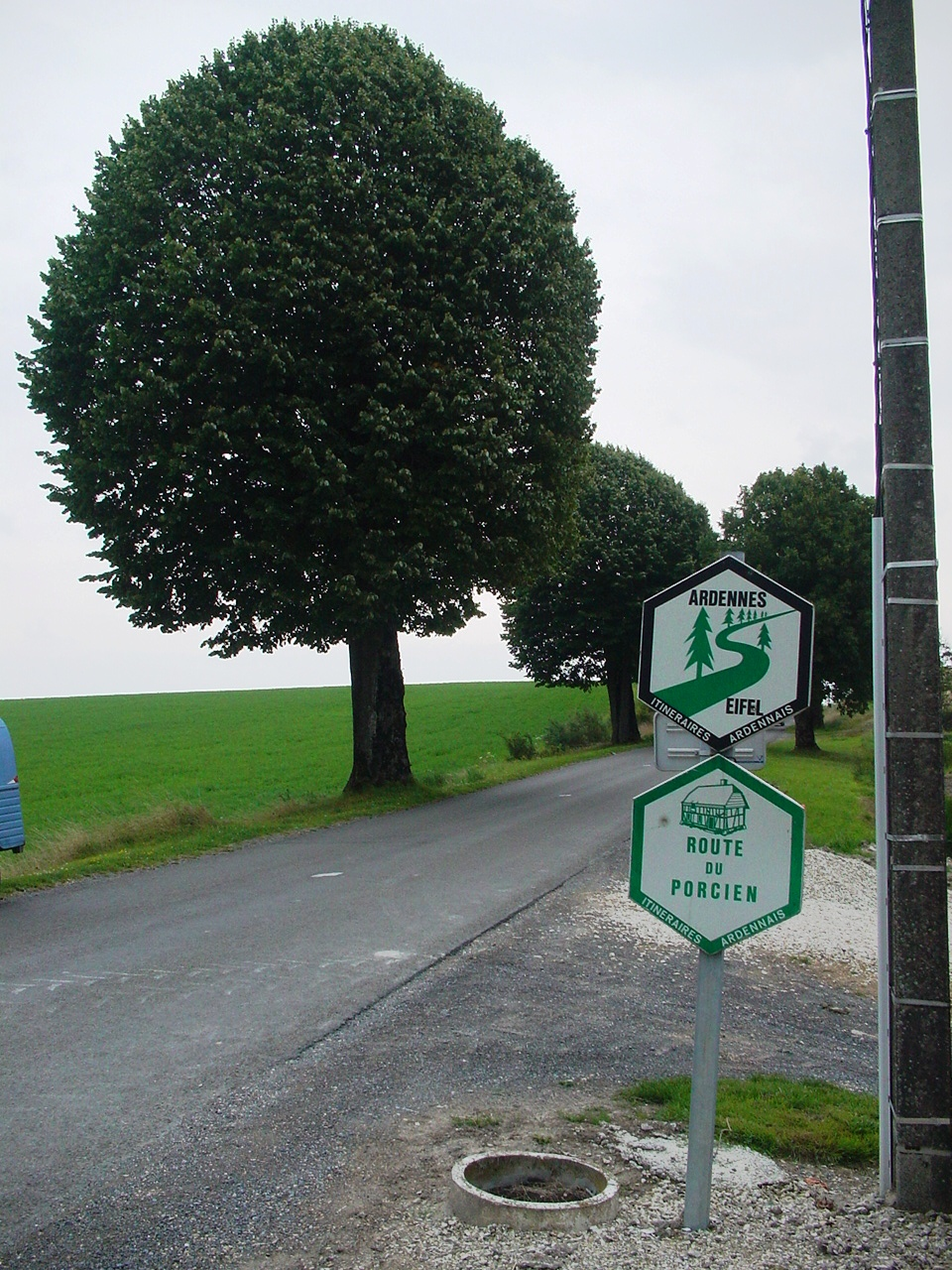
Panneau balisant l'itinéraire

La Route du Porcien est l'un des itinéraires proposés par l'office départemental du tourisme. Long de 110 km il amène à découvrir les principales curiosités géologiques ou architecturales, depuis l'église baroque d'Asfeld, jusqu'à la Halle du XVe siècle de Wasigny, sans oublier les chapelles Saint Bertauld et Sainte Olive à Chaumont-Porcien et les châteaux d'Arnicourt, Doumely, Mesmont ou La Neuville-lès-Wasigny.
Au Musée du Rethelois et du Porcien, à Rethel, une exposition permanente montre la condition rurale et retrace l'histoire de la région.

## Architecture
Constructions à pans de bois et torchis : la géologie locale n'offre pas d'autres matériaux que la terre et le bois. Les bâtiments étaient autrefois couverts de chaume.

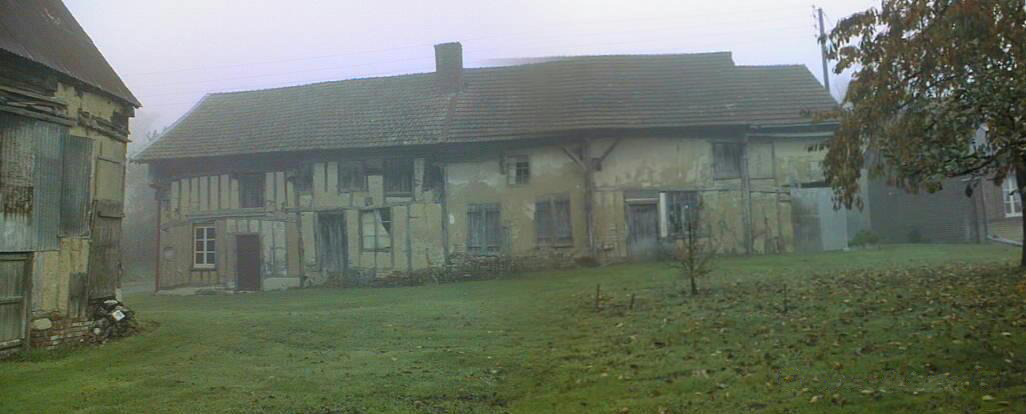
Ferme
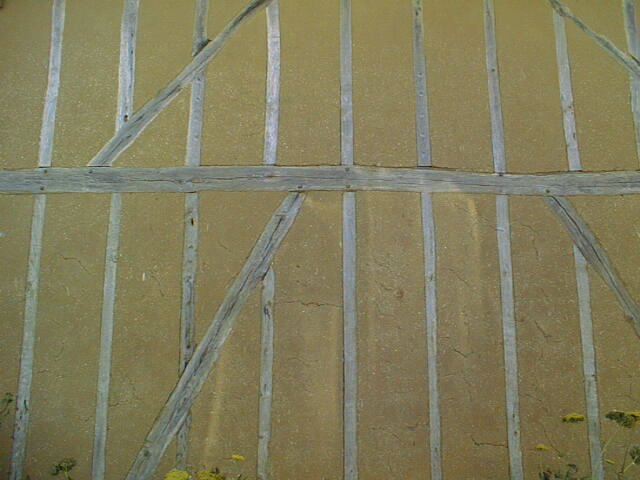
Torchis